# Torre Monteratti
Torre Monteratti (560 s.l.m.) era una torre circolare costruita dal Regno Sabaudo, situata sull'estremità occidentale della cima del monte omonimo a Genova.

## Storia
La realizzazione della fortificazione viene affidata dal Regno Sabaudo all'architetto Giulio Andreis, che nel 1817 iniziò i lavori in contemporanea ad altre torri gemelle nel territorio genovese, le opere si differenziavano tra loro solamente nel diametro per meglio adattarsi al suolo.
Dopo aver ricevuto pesanti critiche per la validità del progetto, la realizzazione delle torri fu sospesa nel 1825, a questa data furono completate solo tre torri: Torre Monteratti, Torre Quezzi e Torre San Bernardino.
A rinforzo della torre tra il 1831 ed il 1842 si iniziò la costruzione di una maestosa fortificazione che possiamo ammirare ancora oggi.
L'opera viene abbandonata nei primi anni del novecento e nel 1938 la torre viene definitivamente demolita per non disturbare la visuale delle quattro postazioni contraeree.
Della torre possiamo ormai ammirare solamente il piano sotterraneo.

## Struttura

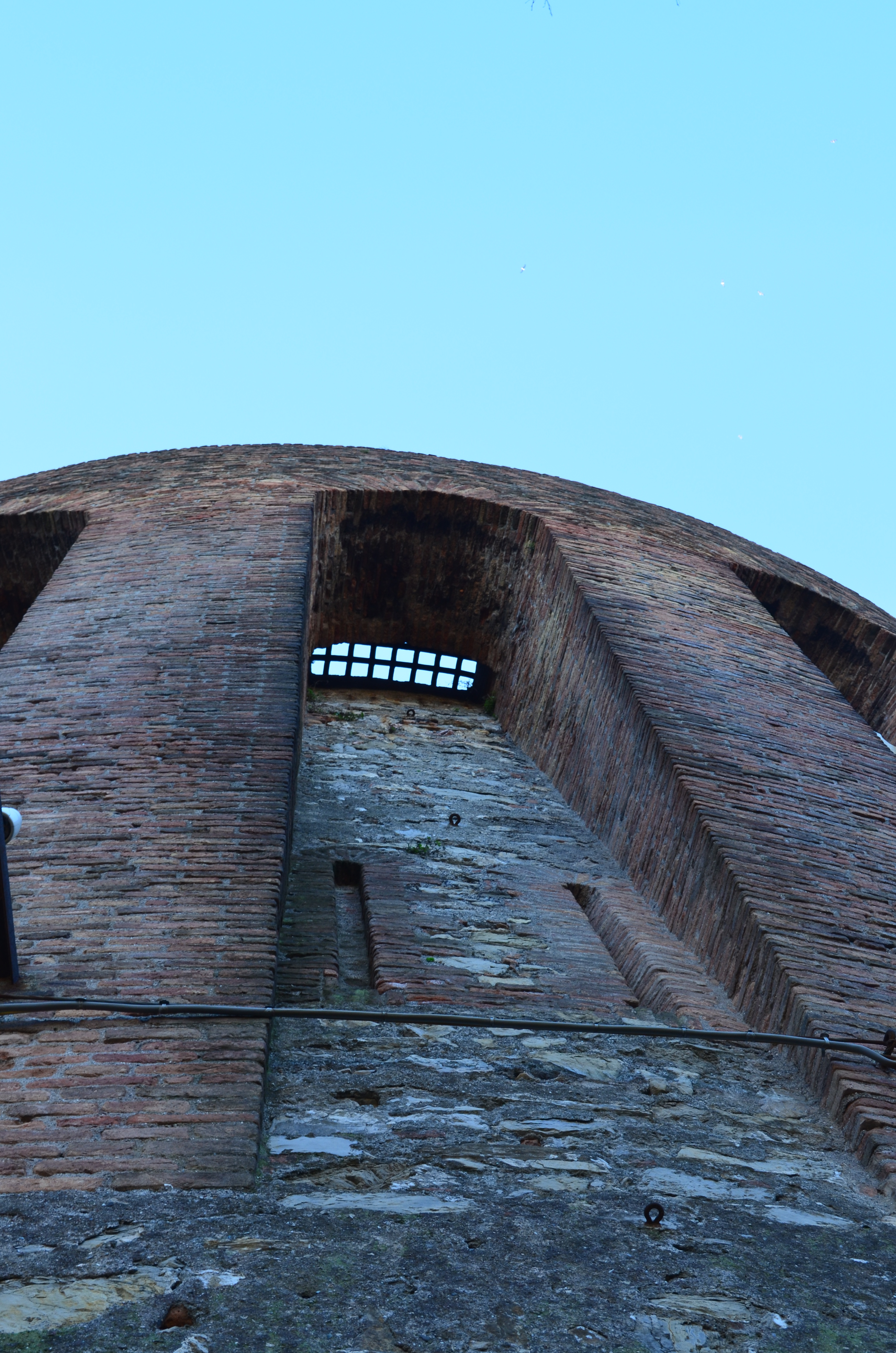
Paraste con caditoia e grata apribile della gemella Torre San Bernardino

La torre era circolare a tronco di cono da cui a circa metà altezza si innestavano lunghe paraste che caratterizzavano la torre per tutta la sua circonferenza, da esse si aprivano caditoie protette da grate apribili in caso di bisogno.
A protezione della base della torre si aprono grandi cannoniere e innumerevoli feritoie per fucilieri.
L'interno della torre si presentava su tre piani, sorretti da quattro robusti pilastri da cui da uno si era ricavata la ripida scala di servizio per la comunicazione tra i piani.
L'uscita alla terrazza avveniva tramite una piccola casamatta.
L'accesso alla struttura avveniva tramite ponte levatoio.